# Konstantin Melnikov
Konstantin Stepanovich Melnikov, em russo: Константин Степанович Мельников (Moscou, 3 de agosto [ C.J. 22 de julho] de 1890 - 28 de novembro de 1974) foi um arquiteto e pintor russo e uma das principais figuras do Construtivismo russo do século XX.

## Biografia
Mélnikov nasceu em uma família de classe operária em Hay Lodge (Соломенная сторожка), um bairro suburbano de Moscou. De 1910 a 1914 estudou pintura na Escola de Pintura, Escultura e Arquitetura de Moscou. De 1914 a 1917 foi um estudiante de arquitetura. Seu primeiro trabalho, para a Fábrica AMO de automóveis em Moscou, onde esteve trabalhando durante a revolução de Outubro, é clássico, conservador e acadêmico.
Depois de freqüentar a Escola do Estado de Moscou, em 1923 o estilo de Mélnikov mudou radicalmente. Começando com um pavilhão para a Exposição da agricultura e artesanato de todas as Rússias (1923), Melnikov procura seguir uma linha mais inovadora e de alto nível: o túmulo no Mausoléu de Lenin em 1924 e o Pavilhão Soviético na Exposição Internacional de Artes Decorativas e Industriais Modernas em Paris (1925). O edifício de Paris atraiu a atenção internacional e foi visto como um dos mais progressistas edifícios da feira.
Em Paris, para onde viajou a fim de dirigir as obras de construção do pavilhão, teve a oportunidade de contactar com alguns dos autores da arquitetura de vanguarda centro-européia. Conheceu Le Corbusier, que lhe mostrou algumas de suas obras em um passeio de automóvel do arquiteto suíço. E fez amizade com Mallet Stevens. Sua esposa e seus dois filhos juntaram-se a ele em Paris no verão de 1925. Recebeu uma encomenda da prefeitura de Paris para realizar uma proposta de estacionamento para 1000 automóveis. Do que Mélnikov realizou uma primeira versão sobre o rio Sena e uma segunda versão, que desenvolveu em período de férias junto de sua família em San Juán de Luz, contida em um prisma regular de 50 metros de lado. Finalmente nenhuma delas despertou o interesse das autoridades municipais.
Depois da Revolução Russa de 1917, Mélnikov desenvolveu um novo plano urbano para Moscou. De 1921 a 1923 dedicou um tempo parcial a sua antiga escola, agora chamada de Vkhutemas. A principal parte de seu trabalho, nesse período, consistia inteiramente em desenhar clubes para operários fora de Moscou.
O estilo de Mélnikov é difícil de categorizar. Em seus experimentais usos de materiais e formas mais sua atenção à funcionalidade, tem algo em comum com os auto-denominados Expressionistas anteriores à Primeira Guerra Mundial, arquitetura dos alemães Eric Mendelsohn e Bruno Taut, ambos trabalharon brevemente na Rússia nessa época. É frequentemente referido como Construtivista porque a influência em Mélnikov de Vladimir Tatlin e porque o desejo de Mélnikov era que seus edifícios pudessem expressar os valores sociais soviéticos revolucionários, ainda que ao mesmo tempo defendia publicamente em numerosas ocasiões o direito e a necessidade da expressão pessoal, que reivindicou como única fonte do desenho delicado.
Um dos melhores exemplos existentes do trabalho de Melnikov é sua própria residência em Moscou, que data de 1929, consiste em duas torres cilíndricas decoradas com um padrão de janelas hexagonais. Estas torres possuem um revestimento externo no desenho de grades feito com ladrilhos.
Melnikov saiu dos favores políticos em 1937, quando foi selecionado pela união de arquitetos como um arquiteto "formalista" (um epíteto prejudicial muito usado em seu tempo) e separado do ensino ou da prática. Sobreviveu às purgações estalinistas mas, rechaçado ao admitir as falsas acusações, nunca foi rehabilitado. Viveu em reclusão em sua casa, de onde trabalhava como um pintor de retratos por encomenda até a sua morte em 1974. Este grande silêncio foi quebrado unicamente por um único pavilhão para a Expo de Montreal em 1967. O filho de Melnikov, Viktor, assim como seu pai, era pintor, também vivia e trabalhava nessa casa, e lutou para preservá-la como museu até sua morte em fevereiro de 2006. A casa ainda contém uma importante parte do arquivo de Konstantin S. Melnikov. Um arquivo disputado durante anos por seus dois herfeiros, do que existem fotografias realizadas pelo fotógrafo Igor Palmín tiradas na década de 1960.

## Galeria

### Construções terminadas

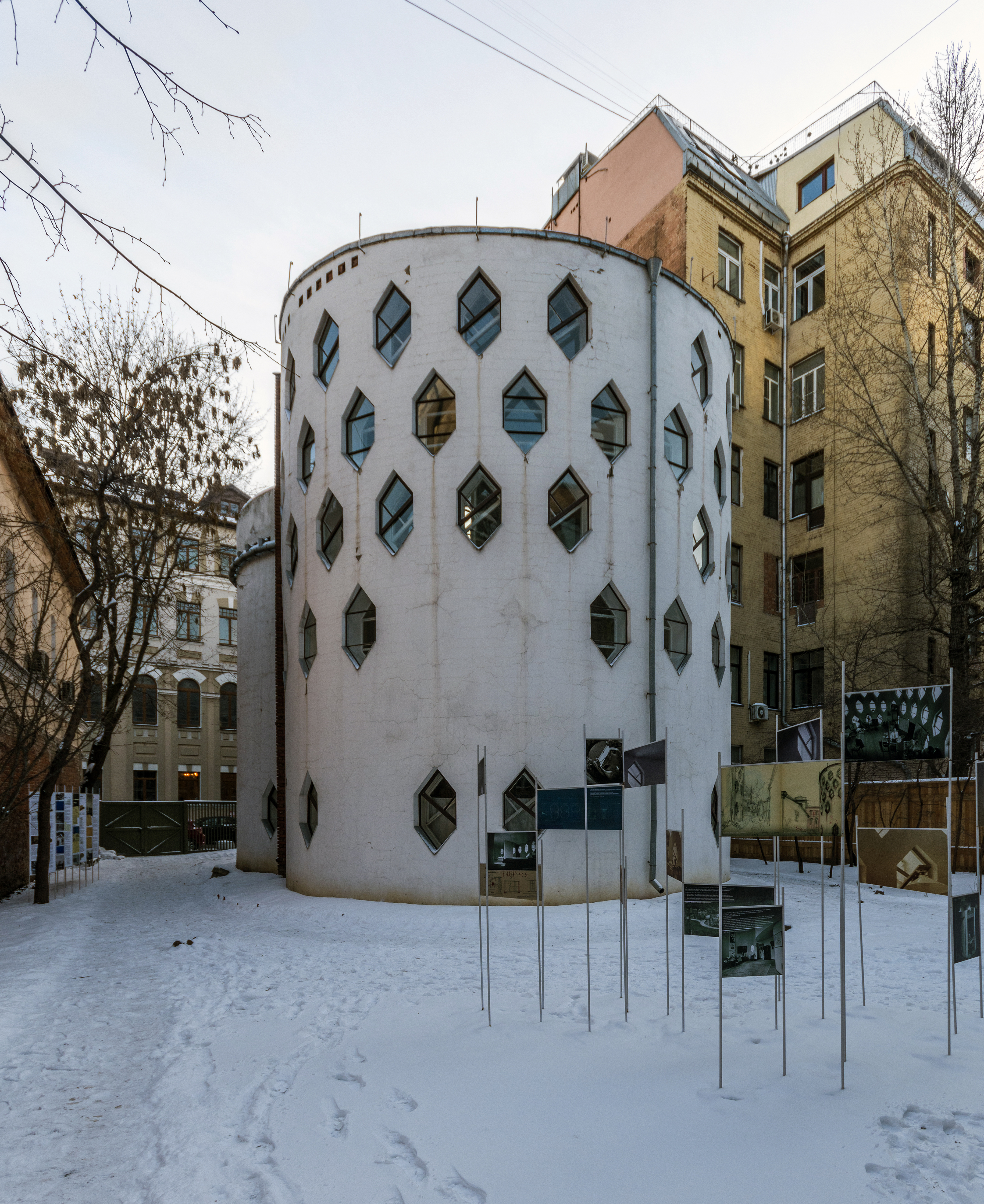
Casa própria, entrada principal e janela do living
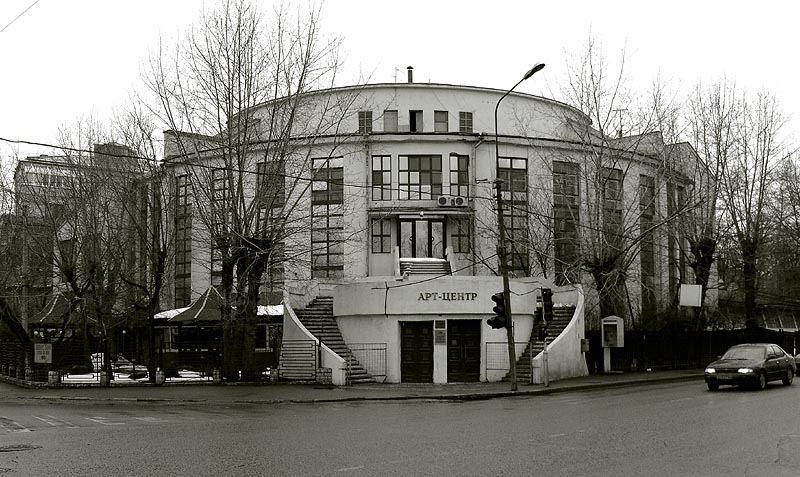
Clube Kauchuk (foto de 2007)
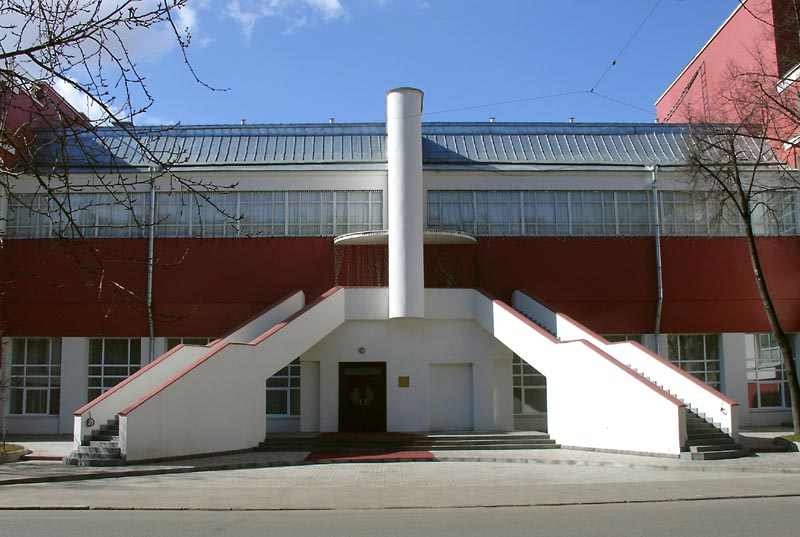
Escadas - saída de incêndio do teatro Svoboda (foto de 2007)
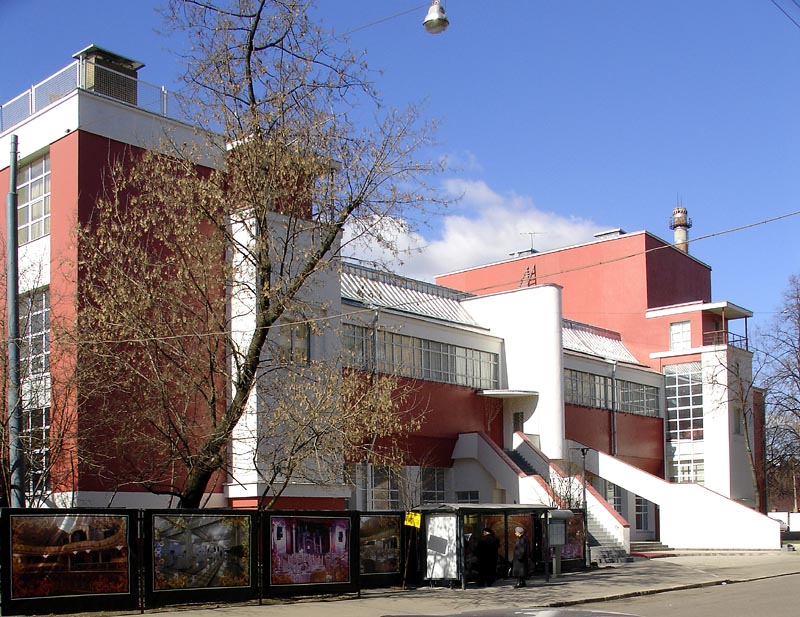
Clube Svoboda Factory (foto de 2007)